# Jongmaszan
A Jongmaszan (hangul: 용마산, handzsa: 龍馬山, RR: Yongmasan) Szöul négy külső hegyének egyike, az egykori erődfalon kívül található, keleti fekvésű hegy. Itt található Ázsia legnagyobb mesterséges vízesése, az 51 méter magas Jongmaszan (Yongmasan)-vízesés. A hegy megközelíthető a 7-es metró azonos nevű állomása felől.